# Chartham
Chartham es una parroquia civil y un pueblo del distrito de Canterbury, en el condado de Kent (Inglaterra).

## Geografía
Según la Oficina Nacional de Estadística británica, Chartham tiene una superficie de 20,83 km².

## Demografía
Según el censo de 2001, Chartham tenía 3351 habitantes (49% varones, 51% mujeres) y una densidad de población de 160,87 hab/km². El 21,16% eran menores de 16 años, el 72,16% tenían entre 16 y 74 y el 6,68% eran mayores de 74. La media de edad era de 38,07 años. Del total de habitantes con 16 o más años, el 27,74% estaban solteros, el 56,32% casados y el 15,93% divorciados o viudos.
El 94,03% de los habitantes eran originarios del Reino Unido. El resto de países europeos englobaban al 2,21% de la población, mientras que el 3,76% había nacido en cualquier otro lugar. Según su grupo étnico, el 97,79% eran blancos, el 0,98% mestizos, el 0,42% asiáticos, el 0,42% negros, el 0,15% chinos y el 0,15% de cualquier otro. El cristianismo era profesado por el 75,28%, el budismo por el 0,12%, el hinduismo por el 0,3%, el judaísmo por el 0,18%, el islam por el 0,18%, el sijismo por el 0,09% y cualquier otra religión por el 0,45%. El 16,67% no eran religiosos y el 6,74% no marcaron ninguna opción en el censo.
1654 habitantes eran económicamente activos, 1595 de ellos (96,43%) empleados y 59 (3,57%) desempleados. Había 1384 hogares con residentes, 67 vacíos y 11 eran alojamientos vacacionales o segundas residencias.